# Черкаська дитяча музична школа № 1 імені М. В. Лисенка
Черка́ська дитяча музична школа № 1 і́мені М. В. Ли́сенка — мистецький заклад освіти в місті Черкаси, яка носить ім'я Лисенка Миколи Віталійовича. -  це найбільший мистецький заклад регіону, який в 2023 році відсвяткував  100-річний ювілей.
Унікальність Черкаської дитячої музичної школи № 1 імені Миколи Лисенка знають всі місцяні та культурне середовище не лише міста Черкаси,а й України.
Школа є однією з найбільших у країні, контингент складає  660 учнів та налічує близько  90 висококваліфікованих вик
Школа пропонує дітям навчання на 8 відділах музичного спрямування, що дозволяє кожному учневі обрати фах за своїми вподобаннями. Також у школі функціонує музична  студія «АМАДЕЙка», де з раннього віку розвивають музичні здібності дітей від 3 років.
На базі школи проводяться 2 Всеукраїнських учнівських та студентських професійних конкурси (,,Bravo Viola,, для  струнників та ,,Piano Junior,, для піаністів - дітей з 6 до 18 років) та 2 міських конкурси ( ,,Чарівний рояль,, та ,,Кампанелла,,), що стали важливими подіями в культурному житті країни та міста. Вихованці закладу беруть активну участь у конкурсах різного рівня, і вже   41 учень став володарем творчої стипендії міського голови.
Чому варто завітати саме в  в музичну школу № 1 ім.М.В.Лисенка?
Черкаська дитяча  музична  школа — це не просто заклад, це школа зі сторічною  історією та великою душею!  Діяльність поколінь викладачів першої музичної школи  музичної школи зуміла зберегти   нашу культурну спадщину для майбутніх поколінь, створити сучасний освітній простір, який сприяє вихованню нового покоління українських музикантів.
Соціальний та культурний вплив на формування культурного осередку міста Черкаси величезний. 
Діяльність музичної школи сьогодні — це внесок у майбутнє української культури, освіти та мистецтва. Збереження мистецьких традицій  є важливим для нашої історії та культури, і разом ми створимо нові можливості для розвитку наших талановитих дітей.
.

## Структура
У своїй структурі школа має 3 корпуси, два з яких з'єднані між собою:

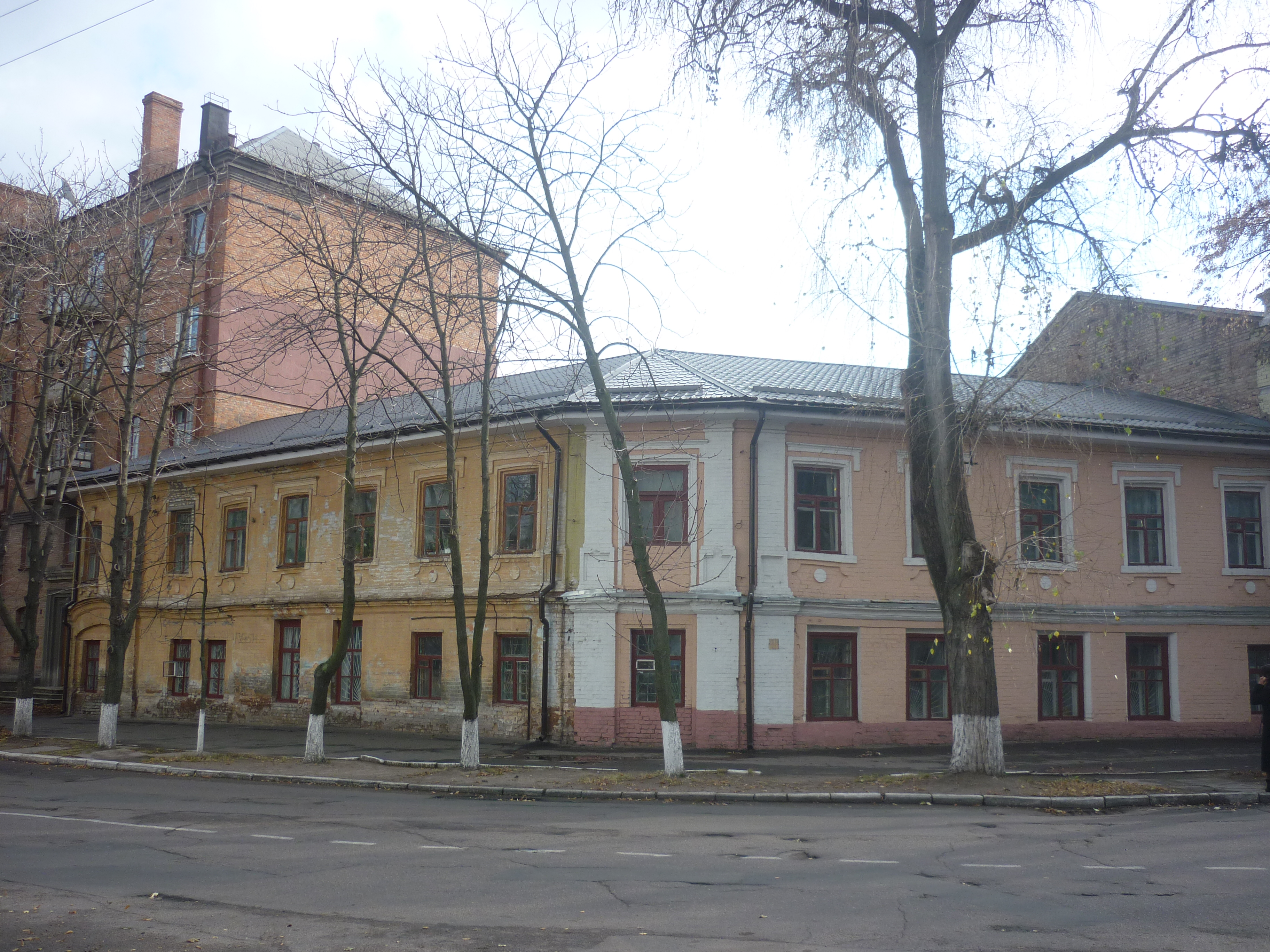
Файл:Черкаси-музшкола-№1.JPGВулиця Б. Вишневецького 31
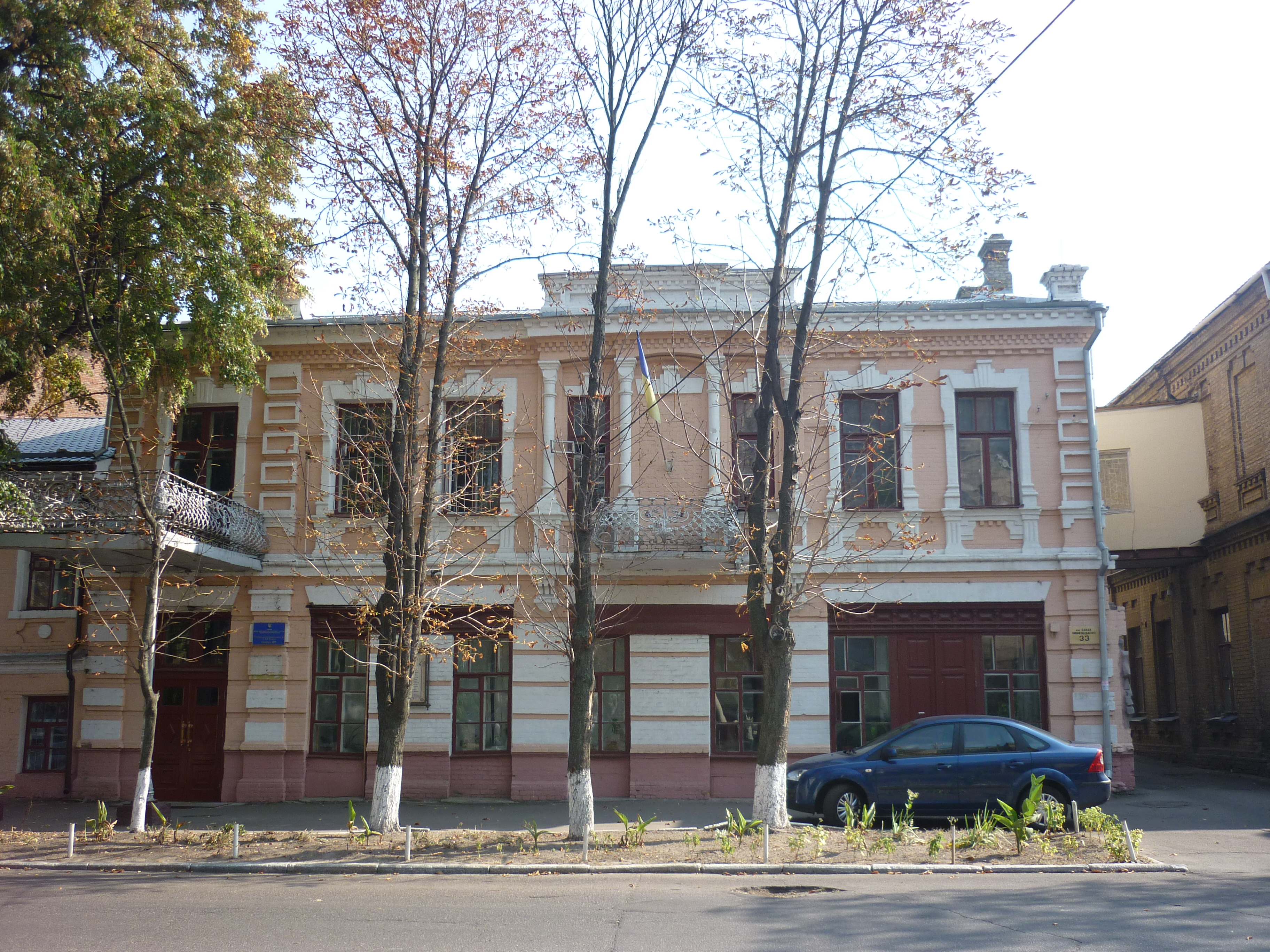
Файл:Б.Вишневецького_33.JPGВулиця Б. Вишневецького 33
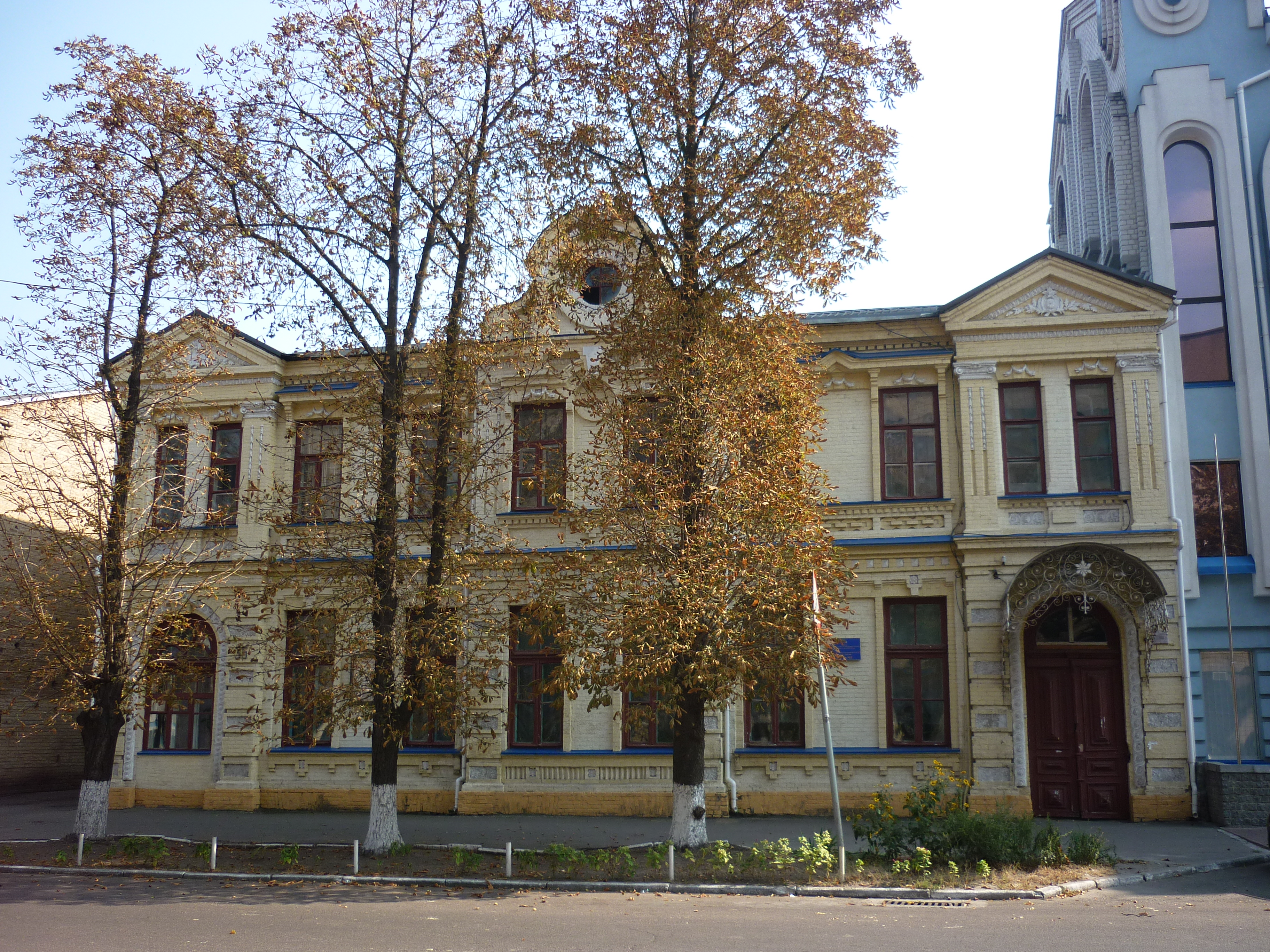
Файл:Б.Вишневецького_35.JPGВулиця Б. Вишневецького 35